# Life is Feudal: Forest Village
Life is Feudal: Forest Village (LIF: FV; англ. Life is Feudal — жизнь феодальна; forest village — лесная деревня) — игра, разработанная компанией Mindillusion. Life is Feudal: Forest Village — это средневековый градостроительный симулятор выживания. Игра была разработана 26 августа 2016 года и выпущена в ранний доступ на площадке Steam Архивная копия от 21 июля 2017 на Wayback Machine. Полноценный релиз игры состоялся 26 мая 2017 года.

## История
В игре вы руководите группой людей, которые отправились осваивать новые земли. Ваш отряд прибыл на лодке, загруженной необходимыми для выживания ресурсами — едой, инструментами, одеждой и строительными материалами. Они помогут жителям основать новое поселение и обеспечить его процветание.

## Игровой процесс[5]

### Земледелие
Для разных растительных культур и фруктовых деревьев требуется различное количество влаги, человеческий труд и время созревания урожая. Имеется возможность создавать пастбища, которые будут защищать от лесных хищников специально обученные Охотники.
Для лучшего обзора, игра поддерживает переключение между видом первого лица и видом с высоты птичьего полета. С высоты птичьего полета игрок имеет возможность наблюдать за всем своим поселением сразу, отдавать стратегические приказы, или может выбрать нужного поселенца и играть от первого лица, выполняя повседневные задачи вместе со своими односельчанами.

### Терраформинг
Земли вокруг вашего поселения могут быть полностью изменены, чтобы было возможно строительство больших зданий. Игрок может прокладывать дороги, чтобы ускорить движение жителей деревни, что улучшит экономику и продуктивность поселения.

### Заболевания, рационы питания и витамины
В игре присутствует элемент заболеваний. Болезни распространяются быстрее в холодную и дождливую погоду, особенно если у ваших жителей нет теплой одежды или если их рацион питания слишком прост и лишен витаминов. Имеет смысл запасать все виды продуктов питания (мясо, рыба, хлеб, овощи и фрукты), чтобы жители не испытывали проблем со здоровьем.

### Динамическая экосистема
Жители деревни, постоянно гуляющие по окружающим лесам, распугивают диких животных и вынуждают их уходить глубже в лесную чащу. Чрезмерный масштаб развития сельского хозяйства или излишняя вырубка деревьев могут привести к исчезновению флоры и фауны, что отрицательно скажется на объёмах добываемого мяса, шкур, грибов, ягод и лекарственных трав.

### Система погоды и сезонов в режиме реального времени
«Сезоны» влияют на потребности вашей деревни: летние засухи заставят ваших фермеров поливать ваши урожаи, а дождливые дни заставят их копать траншеи, чтобы слить лишнюю воду, зимой же вам понадобятся дрова и теплая одежда для ваших жителей.

### Мораль и рост населения
Держите своих жителей счастливыми, и их семьи будут расти, при условии удовлетворения их потребностей. Жизнь в переполненных общежитиях, неподобающие условия жизни или свидетельствование о гибели жителя деревни уменьшит мораль односельчан и их производительность.

### Стихийные бедствия
Молния может поражать высокие здания, которые стоят на вершинах холмов. Торнадо может оставить разрушительный след в поселении. Землетрясения могут разрушить дома поселенцев или уничтожить лесной массив. От игрока ожидается, что он всегда будет готов к чрезвычайным ситуациям.

## Системные требования

### Минимальные
- ОС(64-bit): Windows 7 (SP1)
- Процессор (AMD): FX-6300 with at least 2 ГГц
- Процессор (Intel): Core i3 with at least 2 ГГц
- ОЗУ: 2 гб
- Видеокарта (AMD): Radeon™ HD 6850
- Видеокарта (NVIDIA): GeForce® GTX 560
- DirectX: 11.0
- Место на жестком диске: 400 мб

### Рекомендованные
- ОС(64-bit): Windows 7 (SP1), Windows 10
- Процессор (AMD): FX-8350 with at least 2,5 ГГц
- Процессор (Intel): Core i7 with at least 2,5 ГГц
- ОЗУ: 4 гб
- Видеокарта (AMD): Radeon™ HD 6970
- Видеокарта (NVIDIA): GeForce® GTX 760
- DirectX: 11.0
- Место на жестком диске: 1 гб[6]

## Отзывы и продажи
После выхода игры в ранний доступ, Forest Village практически сразу попала в поле зрения игровых журналистов. Один из крупнейших немецких игровых порталов Gamestar Архивная копия от 21 февраля 2011 на Wayback Machine охарактеризовал игру, как «крайне реалистичные симулятор жизни первопроходцев». Рецензором было отмечено, «несмотря на то, что игру часто сравнивают с Banished, разработчикам предстоит большая работа по доработке геймплея и приданию игре большей индивидуальности».
Описывая свои первые впечатление от Forest Village, рецензенты сайта RockPaperShotgun похвалили хорошую графику и приближенность к реалиям, однако остались недовольными общим состоянием игры.
После релиза игры в полный доступ, игра получила смешанные отзывы критиков. Рецензенты сайта GameSkinny Архивная копия от 7 августа 2017 на Wayback Machine охарактеризовали Forest Village, как «упрощенный и натурализированный вариант Banished с улучшенным ИИ и высокими текстурами», оценив игру в шесть баллов из десяти.
Русскоязычный портал RiotPixels Архивная копия от 1 августа 2017 на Wayback Machine отозвался о проекте прямопропорционально, раскритиковав ИИ и графическую составляющую. Рецензорами было отмечено, что «у обеих игр [Forest Village и Banished] даже интерфейс одинаковый. Благодаря высокой сложности Forest Village способна не на шутку увлечь — она заставляет учиться на своих ошибках и начинать снова и снова. Но „виновата“ в этом донорская Banished, откуда взяты лучшие находки. Основным нововведением стал графический движок, позволяющий приближать камеру до земли и осуждающе смотреть в мертвые глаза отлынивающих работников. Смена перспективы чисто декоративная, не обусловленная новыми идеями и никак не двигающая жанр вперед. Появление дневного распорядка уже оживило бы обстановку, а так вялый ИИ не дает поверить в обещанную реалистичную средневековую жизнь».
В самой площадке Steam Life is Feudal: Forest Village имеет смешанные отзывы на основании 1545 пользовательских рецензий.
Летом 2018 года, благодаря уязвимости в защите Steam Web API, стало известно, что точное количество пользователей сервиса Steam, которые играли в игру хотя бы один раз, составляет 196 368 человек.